# Conselho Administrativo de Defesa Econômica
O Conselho Administrativo de Defesa Econômica (Cade, anteriormente CADE) é uma autarquia federal brasileira, vinculada ao Ministério da Justiça e Segurança Pública, componente do Sistema Brasileiro de Defesa da Concorrência (SBDC), ao lado da Secretaria de Acompanhamento Econômico (SEAE). Tem por objetivo orientar, fiscalizar, prevenir e apurar abusos do poder econômico, atuando na prevenção e na repressão. Foi criado pela Lei n° 4.137/1962 e transformado em autarquia pela Lei n° 8.884/1994. Atualmente é regido pela Lei nº 12.529/2011.
Os principais órgãos do CADE são o Tribunal Administrativo de Defesa Econômica, a Superintendência-Geral (SG) e o Departamento de Estudos Econômicos (DEE). O Tribunal do CADE tem o papel de julgar matéria concorrencial, desempenhando os papéis preventivo, repressivo e educativo, dentro do mercado brasileiro. A SG desempenha principalmente o papel de instruir os processos no controle de condutas e de concentrações e de monitorar o mercado. O DEE elabora estudos econômicos no intuito de auxiliar o Tribunal do CADE e a SG.
No mundo, há instituições com funções semelhantes e equivalentes às do Cade: o Federal Trade Commission (FTC) nos Estados Unidos da América, a Office of Fair Trade (OFT) no Reino Unido, a Autoritá Garante della Concorrenza e del Mercado, na Italia, a Australian Competition and Consumer Commission (ACCC) na Austrália, e a Direção-Geral de Concorrência da Comissão Europeia é responsável pela defesa da concorrência na União Europeia.

## História
O Cade foi criado, como um órgão do Ministério do Trabalho, pela lei nº 4.137, de 10 de setembro de 1962, no Governo João Goulart.
De sua criação até o ano de 1991, permaneceu praticamente inativo, sendo um instrumento do Estado em ações (por muitos consideradas demagógicas) de combate ao crime contra a economia popular e contra o desabastecimento de determinados produtos essenciais, além de atuar contra agentes econômicos que atentaram contra o Congelamento de Preços nos Plano Cruzado e Plano Verão.[carece de fontes?]
A lei nº 8.884, de 11 de junho de 1994, revogou a lei nº 4.137 e transformou o Cade em uma autarquia federal vinculada ao Ministério da Justiça.
Em novembro de 2011, a lei nº 12.529 foi aprovada, entrando em vigor em maio de 2012. Essa lei operou inúmeras modificações na autarquia, sobretudo sob a perspectiva organizacional e processual.  
No campo organizacional:  
1) o Cade foi fortalecido com mais servidores;  
2) as regras de atuação dos conselheiros foram aprimorados;  
3) constituiu-se dentro do Cade a Superintendência-Geral para substituir a antiga SDE (órgão do Ministério da Justiça);  
4) consolidou-se o Departamento de Estudos Econômicos para melhorar a instrução dos processos sob o ponto de vista econômico;  
5) modificaram-se regras de mandato e de atuação dos conselheiros, incluindo uma quarentena. 
Já sob o ponto de vista processual: 
1) o controle de concentrações foi refinado com mais um filtro, limitando o número de operações que deverão ser notificadas; 
2) proibiu-se a notificação posterior de atos de concentrações, deixando-se unicamente aos agentes econômicos a opção da notificação prévia, salvo em casos excepcionalíssimos; 
3) aprimorou-se a disciplina do acordo de leniência, sobretudo com a extensão de efeitos penais; 
4) modificou-se o regime do compromisso de cessação de prática; 
5) inseriu-se o acordo em concentrações no lugar do antigo termo de compromisso de desempenho; 
6) ampliaram-se os poderes instrutórios; 
7) inseriram-se normas de participação de agências reguladoras no processo etc. 
Já em fevereiro de 2011, antes mesmo da aprovação da nova lei, o Cade recebeu o seu primeiro reconhecimento internacional: o título de "Melhor Agência das Américas", na premiação anual promovida pela revista inglesa especializada Global Competition Review. O Cade viria a receber o mesmo prêmio nas edições da premiação de 2014 e 2016.

### Lista de presidentes[4]
| Presidente                             | Início | Fim  |
| -------------------------------------- | ------ | ---- |
| Gesner Oliveira                        | 1996   | 2000 |
| João Grandino Rodas                    | 2000   | 2004 |
| Elizabeth Maria Mercier Querido Farina | 2004   | 2008 |
| Arthur Sanchez Badin                   | 2008   | 2010 |
| Fernando de Magalhães Furlan           | 2011   | 2012 |
| Vinicius Marques de Carvalho           | 2012   | 2016 |
| Alexandre Barreto de Souza             | 2017   | 2021 |
| Alexandre Cordeiro Macedo              | 2022   | -    |
|                                        |        |      |

## Estrutura[6]
A Lei nº 12.529, de 30 de novembro de 2011, definiu a estrutura interna do Cade em três órgãos:

### Tribunal Administrativo de Defesa Econômica
Formado por um presidente e seis conselheiros, todos com mandatos de 4 anos de dedicação exclusiva, não coincidentes, e com recondução vedada.

### Superintendência-Geral
Composta por:
- um Superintendente-Geral, com mandato de dois anos de dedicação exclusiva, permitida a recondução para até um período subsequente, e
- dois Superintendentes-Adjuntos, indicados pelo Superintendente-Geral, com mandatos de dedicação exclusiva.
- 8 Coordenações Gerais de Análises Antitruste- CGAAs, sendo as Coordenações de 1 a 4 responsáveis pelos Atos de Concentração sob o procedimento Ordinário e Análises de Condutas Anticompetitivas, já a CGAA5 concentra o setor de triagem dos Atos de Concentração e faz as Análises dos procedimentos Sumários, as Coordenações de 6 a 8 são as que tratam dos Cartéis.

### Departamento de Estudos Econômicos
Dirigido por um Economista-Chefe nomeado, conjuntamente, pelo Superintendente-Geral e pelo Presidente do Tribunal.
Ao Cade cabem três papéis:
- Preventivo: análise dos atos de concentração (fusão, incorporação, cisão e associação) entre agentes econômicos, ou seja, impor obrigações de fazer ou não, determinar alienações e alteração nos contratos dos agentes;
- Repressivo: análise de condutas da Concorrência (gestão anticoncorrenciais, ou seja, reprimir práticas infrativas à ordem econômica, tais como cartéis, vendas casadas, preços predatórios, acordos de exclusividade, dentre outras;
- Educativo: papel pedagógico, com palestras, cursos, seminários.

É formado por um Plenário composto por um presidente e seis conselheiros (com mais de 30 anos, com notório saber jurídico e econômico e reputação ilibada), indicados pelo Presidente, aprovados e sabatinados pelo Senado, para um mandato de dois anos (havendo a possibilidade de uma recondução, por igual período) e, portanto, só podem ser destituídos em condições muito especiais. Esta regra fornece autonomia aos membros do Plenário do Cade, o que é fundamental para assegurar a tutela dos direitos difusos da concorrência de forma técnica e imparcial. Também possui sua própria Procuradoria. Assim como os Conselheiros do Cade, o Procurador-Geral é também indicado pelo Presidente e sabatinado e aprovado pelo Senado para um mandato de dois anos, renovável por mais dois.
O Cade julga atos de concentração, processos de conduta, e manifesta-se acerca de consultas. No caso de ausência de um Conselheiro e quando ocorre empate nas decisões, o Presidente possui um voto de qualidade, ou seja, vale por dois, para desempatar o julgamento. Na ausência do Presidente, ele será substituído pelo Conselheiro mais antigo ou mais idoso, nessa ordem. O quórum mínimo para o Conselho decidir é de cinco integrantes.

## Publicações
Em 1975, o Cade lançou sua primeira publicação periódica sobre políticas de defesa da concorrência, intitulada Revista de Direito Econômico. Em 2004 essa publicação foi renomeada para Revista de Direito da Concorrência, e em 5 de junho de 2013 foi relançada com o nome Revista de Defesa da Concorrência.

## Casos Recentes
- Associação das cervejarias brasileiras Antarctica e Brahma, que originou a Ambev. As cervejarias foram forçadas a vender a marca  Bavária.
- A fusão das operadoras de TV por assinatura DirecTV e Sky Brasil, que foi aprovada, criando a maior operadora de TV por assinatura da América Latina.
- Formação de cartel entre as siderúrgicas USIMINAS, COSIPA E CSN.
- Tentativa de compra da Chocolates Garoto pela Nestlé.
- Aprovação do acordo entre as Cimenteiras dos Grupos Camargo Corrêa e Votorantim para distribuição de cimento, principalmente o braco (decorativo).
- Ilegalidade da exclusividade de venda dos Cigarros do Grupo Souza Cruz com pontos-de-venda.
- Desaparecimento de marcas tradicionais como Kolynos (substituída por Sorriso, após compra pela Colgate-Palmolive) e de produtos da BRFoods, fusão de Sadia e Perdigão (além da própria marca Perdigão, em breve)
- Recentes observações na negociação dos direitos de transmissão do Brasileirão pelas grandes companhias de TV Aberta, fechada, pay-per-view, celular e internet, e da futura e possível fusão do Grupo Pão de Açúcar com o Carrefour.
- Reanálise e congelamento da fusão GOL-Webjet
- Ilegalidade da exigência pela Ambev de exclusividade dos pontos de venda na venda das suas marcas de cerveja, como condição para participar do programa de fidelização conhecido como "Tô Contigo".[8][9]
- Condenação das empresas fabricantes de gases hospitalares e industriais por formação de cartel, resultando em multa de R$ 1,9 bilhão, a maior da história do antitruste brasileiro e a segunda maior do antitruste.[10][11]

Reconhecimentos Internacionais
- Agency of the Year; Americas. Global Competition Review, 2011.[12]

- Agency of the Year: Americas. Global Competition Review, 2015.